# Arcidiocesi di Washington
L'arcidiocesi di Washington (in latino Archidioecesis Vashingtonensis) è una sede metropolitana della Chiesa cattolica negli Stati Uniti d'America. Nel 2022 contava 680.236 battezzati su 3.091.984 abitanti. È retta dall'arcivescovo cardinale Robert Walter McElroy.

## Territorio

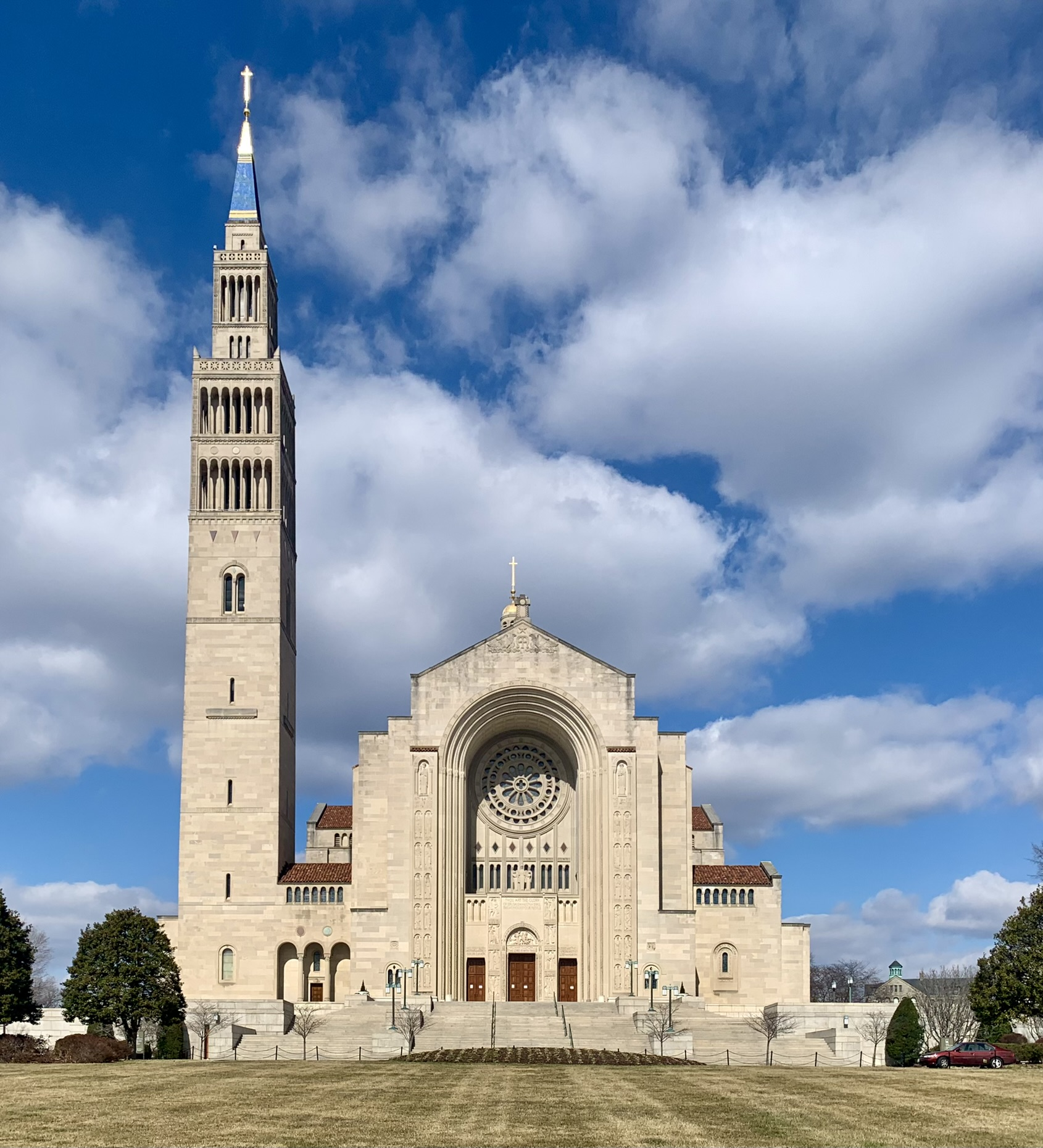
La basilica del santuario nazionale dell'Immacolata Concezione.

L'arcidiocesi comprende il distretto di Columbia e cinque contee del Maryland, negli Stati Uniti d'America: Calvert, Charles, Montgomery, Prince George, Saint Mary's.
Sede arcivescovile è la città di Washington, dove si trova la cattedrale di San Matteo (Cathedral of Saint Matthew). A Washington si trova pure la basilica del santuario nazionale dell'Immacolata Concezione, la più grande chiesa degli Stati Uniti e l'ottava al mondo, che custodisce la tiara di papa Paolo VI.
Il territorio è suddiviso in 139 parrocchie e 13 decanati.

## Storia
L'arcidiocesi è stata eretta il 15 novembre 1947 con la bolla Universi dominici gregis di papa Pio XII, in seguito alla divisione dell'arcidiocesi di Baltimora-Washington, da cui ha tratto origine anche l'arcidiocesi di Baltimora.
Il 13 marzo 1954, con la lettera apostolica Matrem Dei, papa Pio XII proclamò la Beata Maria Vergine, onorata con il titolo della sua Maternità, patrona principale dell'arcidiocesi.
Il 12 ottobre 1965 è divenuta sede metropolitana con la bolla Fidelium christianorum di papa Paolo VI.

## Cronotassi dei vescovi
Si omettono i periodi di sede vacante non superiori ai 2 anni o non storicamente accertati.
- Patrick Aloysius O'Boyle † (27 novembre 1947 - 3 marzo 1973 ritirato)
- William Wakefield Baum † (5 marzo 1973 - 18 marzo 1980 dimesso)
- James Aloysius Hickey † (17 giugno 1980 - 21 novembre 2000 ritirato)
- Theodore Edgar McCarrick † (21 novembre 2000 - 16 maggio 2006 ritirato)
- Donald William Wuerl (16 maggio 2006 - 12 ottobre 2018 ritirato)
- Wilton Daniel Gregory (4 aprile 2019 - 6 gennaio 2025 ritirato)
- Robert Walter McElroy, dal 6 gennaio 2025

## Statistiche
L'arcidiocesi nel 2022 su una popolazione di 3.091.984 persone contava 680.236 battezzati, corrispondenti al 22,0% del totale.
| anno | popolazione | popolazione | popolazione | presbiteri | presbiteri | presbiteri | presbiteri                | diaconi | religiosi | religiosi | parrocchie |
| anno | battezzati  | totale      | %           | numero     | secolari   | regolari   | battezzati per presbitero | diaconi | uomini    | donne     | parrocchie |
| ---- | ----------- | ----------- | ----------- | ---------- | ---------- | ---------- | ------------------------- | ------- | --------- | --------- | ---------- |
| 1950 | 175.000     | 1.219.806   | 14,3        | 690        | 144        | 546        | 253                       |         | 1.218     | 1.205     | 83         |
| 1966 | 361.482     | 1.749.006   | 20,7        | 1.179      | 338        | 841        | 306                       |         | 1.195     | 1.865     | 122        |
| 1970 | 396.212     | 2.327.127   | 17,0        | 1.095      | 317        | 778        | 361                       |         | 1.201     | 1.541     | 123        |
| 1976 | 396.421     | 2.090.800   | 19,0        | 1.157      | 362        | 795        | 342                       | 56      | 1.399     | 1.200     | 127        |
| 1980 | 402.000     | 2.126.000   | 18,9        | 961        | 300        | 661        | 418                       | 92      | 1.295     | 974       | 132        |
| 1990 | 400.000     | 2.200.300   | 18,2        | 1.021      | 357        | 664        | 391                       | 162     | 925       | 1.021     | 136        |
| 1999 | 510.000     | 2.413.700   | 21,1        | 874        | 333        | 541        | 583                       | 232     | 152       | 827       | 139        |
| 2000 | 515.000     | 2.419.324   | 21,3        | 1.092      | 455        | 637        | 471                       | 229     | 966       | 771       | 140        |
| 2001 | 551.436     | 2.436.407   | 22,6        | 1.109      | 459        | 650        | 497                       | 234     | 948       | 748       | 140        |
| 2002 | 581.494     | 2.528.235   | 23,0        | 1.130      | 448        | 682        | 514                       | 233     | 997       | 751       | 140        |
| 2003 | 581.900     | 2.571.395   | 22,6        | 1.060      | 454        | 606        | 548                       | 191     | 874       | 734       | 140        |
| 2004 | 567.266     | 2.614.128   | 21,7        | 1.081      | 420        | 661        | 524                       | 187     | 930       | 734       | 140        |
| 2010 | 592.769     | 2.694.405   | 22,0        | 782        | 407        | 375        | 758                       | 179     | 636       | 583       | 140        |
| 2013 | 621.476     | 2.824.893   | 22,0        | 793        | 397        | 396        | 783                       | 246     | 673       | 503       | 139        |
| 2014 | 630.823     | 2.867.377   | 22,0        | 811        | 406        | 405        | 777                       | 265     | 660       | 489       | 139        |
| 2016 | 646.892     | 2.949.512   | 21,9        | 829        | 400        | 429        | 780                       | 272     | 867       | 498       | 139        |
| 2017 | 655.601     | 2.980.005   | 22,0        | 803        | 392        | 411        | 816                       | 264     | 807       | 476       | 139        |
| 2020 | 667.434     | 3.033.794   | 22,0        | 936        | 422        | 514        | 713                       | 193     | 895       | 413       | 139        |
| 2022 | 680.236     | 3.091.984   | 22,0        | 900        | 460        | 440        | 755                       | 185     | 794       | 408       | 139        |